# Lili Bleeker
Caroline Emilie Bleeker, més coneguda com a Lili Bleeker (Middelburg, Països Baixos, 17 de gener de 1897 - Zeist, Països Baixos, 8 de novembre de 1985) va ser una empresària i física neerlandesa, coneguda pels seus dissenys i fabricació d'instruments òptics. Encara que no era habitual que les dones desenvolupessin una carrera sinó que treballessin a la llar, va decidir continuar amb la seva educació i mai va arribar a casar-se amb la seva parella, Gerard Willemse, la qual cosa era també altament inusual per a l'època. En acabar els estudis, era una de les primeres dones als Països Baixos doctora en física i matemàtiques. Després d'obtenir el doctorat, va fundar una empresa dedicada a la física, que va influir en la creació de l'Organització Neerlandesa per a la Recerca Científica Aplicada, i va construir una petita fàbrica per a l'elaboració d'instruments científics i òptics.
L'empresa de Bleeker va sofrir durament els efectes de la Segona Guerra Mundial. Les vendes van baixar, va haver d'acomiadar alguns dels seus empleats i als restants, els va haver de pagar de la seva pròpia butxaca. Bleeker, juntament amb la seva parella Willemse, va haver d'amagar-se per haver ocultat jueus dels oficials alemanys després que aquests últims envaïssin la seva fàbrica. Després de la fi de la guerra, la seva empresa va ressorgir, i a causa de la seva actuació durant lel període de guerra va ser reconeguda amb la Medalla Real de l'exèrcit neerlandès i se li va concedir un préstec per recuperar-se i obrir una nova fàbrica a Zeist. La seva empresa va fabricar els instruments òptics necessaris per al desenvolupament del microscopi de contrast de fases, inventat per Frits Zernike, que va rebre per això el premi Nobel el 1953.

## Infància i educació
Lili Bleeker havia nascut el 17 de gener de 1897. Era la petita dels cinc fills de John Lambert Bleeker, un pastor luterà de la ciutat, i Martha Gerhardina Döhne, una mestressa de casa. Es va criar a Middelburg i aviat va mostrar una gran precocitat. Bleeker va assistir a l'institut Lange Sint de Middelburg, i encara que era una estudiant brillant la seva mare la descoratjava a continuar els seus estudis. Malgrat aquestes reticències, Bleeker va decidir continuar els seus estudis.
En 1916, va entrar a la Universitat d'Utrecht per estudiar física i astronomia. Durant la carrera, Bleeker va treballar com a professora en una escola secundària femenina per pagar-se els estudis, encara que no es veia apta per al treball pel fet de ser massa jove. Per això va treballar com a tutora privada. El 1919 es va convertir en ajudant de laboratori de diversos professors en l'Observatori Sonnenborgh d'Utrecht i el 1926 va ser nomenada ajudant en cap. El 5 de novembre de 1928 es va doctorar en física cum laude a la Universitat d'Utrecht sota la direcció de Leonard Ornstein, que la va descriure com «molt intel·ligent i ben formada, tant teòrica com experimentalment». La tesi de Bleeker tractava sobre la mesura d'emissió i dispersió en l'espectre de metalls alcalins. La impremta responsable d'imprimir la seva tesi era propietat del pare del que seria després la seva parella, Gerard Willemse.

## Carrera
El 5 de juny de 1930, 18 mesos després d'obtenir el títol, Bleeker va fundar una consultoria física que va treballar amb diverses empreses i fàbriques d'instruments científics. La seva consultoria va servir de model per a la fundació de l'Organització Neerlandesa per a la Recerca Científica Aplicada el 1932. Més tard, Bleeker va obrir una fàbrica d'instrumental científic i òptic. Fins a 1936, l'empresa es va centrar en la fabricació d'eines de laboratori i instruments per mesurar l'electricitat. No obstant això, el 1936, va decidir fundar un taller d'òptica, i el 1937 va començar la producció d'instruments òptics. Els seus dissenys van ser capdavanters en la indústria òptica dels Països Baixos, que fins llavors era gairebé inexistent. El 1938, Bleeker va començar a fabricar prismàtics per a l'exèrcit neerlandès. El 1940, els Països Baixos van entrar en la Segona Guerra Mundial i Bleeker va aturar la producció de prismàtics perquè no volia produir res per a l'exèrcit alemany. No obstant això, va mantenir la producció d'altres instruments. Va desenvolupar microscopis per a les universitats neerlandeses i els seus estudiants. Bleeker també va amagar ciutadans jueus a la seva fàbrica fins que el 1944 les autoritats alemanyes van rebre informació sobre aquest tema. Va aconseguir enganyar els oficials alemanys i escapar amb els jueus, però Bleeker i la seva parella van haver d'amagar-se també. Durant aquest temps els alemanys van tancar-li la fàbrica. Després de la guerra, en va obrir una de nova, que va ser la primera al món a fabricar el microscopi de contrast de fases inventat per Frits Zernike.

## Premis i reconeixements
- La Universitat d'Utrecht va anomenar un dels seus edificis en honor de Bleeker.[6]